# Kleiner Alpen-Bläuling
Der Kleine Alpen-Bläuling (Cupido osiris) ist ein Schmetterling (Tagfalter) aus der Familie der Bläulinge. 

## Beschreibung

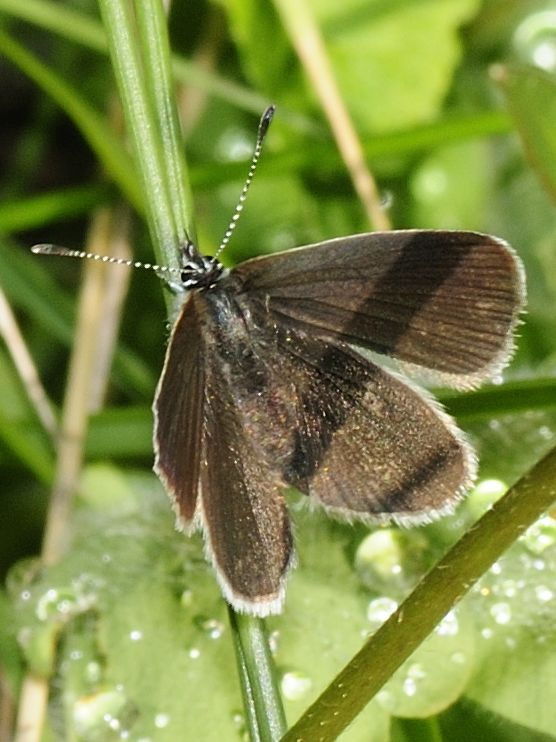
Flügeloberseite des Weibchens

Die Art zeichnet sich durch einen bei Bläulingen sehr häufig zu beobachtenden Sexualdichroismus aus. Die Männchen des Kleinen Alpen-Bläulings sind auf der Flügeloberseite blauviolett gefärbt und tragen schmale, schwarze, sehr scharf begrenzte Marginallinien. Die Flügeloberseiten der Weibchen sind dunkelbraun, die Vorderflügeloberseiten können gelegentlich blau übergossen sein.

### Ähnliche Arten
- Rotklee-Bläuling (Polyommatus semiargus)
- Zwerg-Bläuling (Cupido minimus)
- Cupido lorquinii

## Flugzeit
Die Falter fliegen in ein bis zwei Generation je nach Höhenlage bereits Ende April oder auch erst Ende Juni. Sie kann im Gebirge bis Ende August andauern. Die zweite Generation ist vom Vorhandensein der Futterpflanze (Vertrocknung!) abhängig, sie kann unvollständig sein oder ganz fehlen.

## Lebensraum
Zum Lebensraum des Kleinen Alpen-Bläulings in der Schweiz (Kanton Wallis) gehören offene, grasige, blumenreiche Gebiete wie gut besonnte Magerrasen mit reichlich Esparsette (Onobrychis viciifolia und Onobrychis montana). Zu den sekundären Lebensräumen zählen auch Straßenränder und steinige Anrisse.

## Verbreitung
Der Kleine Alpenbläuling kommt vor in Nord-, Süd- und Ostspanien, Südfrankreich und im Westen der Schweiz. Weitere Vorkommen befinden sich an der Nordwestküste Italiens und im mittleren Apennin sowie in der Schweiz, Österreich, Ungarn, dem Balkan, Griechenland (Festland und Limnos) und im europäischen Teil der Türkei.